# Hemigryllus woronovi
Hemigryllus woronovi är en insektsart som beskrevs av Andrej Vasiljevitj Gorochov 1986. Hemigryllus woronovi ingår i släktet Hemigryllus och familjen syrsor. Inga underarter finns listade i Catalogue of Life.